# Stelis lorenae
Stelis lorenae är en orkidéart som beskrevs av Carlyle August Luer. Stelis lorenae ingår i släktet Stelis och familjen orkidéer. Inga underarter finns listade i Catalogue of Life.